# Dmitri Jurjewitsch Pirog
Dmitri Jurjewitsch Pirog (russisch Дмитрий Юрьевич Пирог; * 27. Juni 1980 in Temrjuk) ist ein russischer Politiker und ehemaliger Boxweltmeister der WBO im Mittelgewicht.

## Boxkarriere
Dmitri Pirog bestritt etwa 230 Amateurkämpfe, ehe er 2005 seine Karriere als Profi startete und all seine 20 Kämpfe gewann, darunter 13 Titelkämpfe.
Regionale Titelgewinne
- 16. April 2006: Russischer Meister, durch einstimmigen Punktesieg über Sergey Tatevosyan
- 2. Juni 2007: CISBB-Champion der WBC, durch technischen K. o. über Aliaksandr Vaiavoda
- 25. Oktober 2007: Asian Boxing Champion der WBC, durch technischen K. o. über Alexei Tschirkow
- 12. April 2008: Asia Pacific Champion der WBO, durch K. o. über Aslanbek Kodzoev
- 26. Juni 2009: International Champion der WBC, durch einstimmigen Punktesieg über Kofi Jantuah
- 27. April 2010: Baltic Champion der WBC, durch technischen K. o. über Sergei Melis

Weltmeister
Am 31. Juli 2010 gewann er den Weltmeistertitel der WBO im Mittelgewicht durch technischen K. o. in der 5. Runde über den bis dahin ungeschlagenen US-Amerikaner Daniel Jacobs. Jacobs führte bis zum Niederschlag mit 39 zu 37 Stimmen auf den Zetteln der Punktrichter, ging jedoch 57 Sekunden nach Beginn der 5. Runde durch eine rechte Gerade zu Boden, wurde angezählt und begann sich erst bei 5 wieder langsam zu erheben, worauf Ringrichter Robert Byrd den Kampf abbrach und Pirog zum Sieger erklärte.
Am 26. März 2011 verteidigte er seinen Titel durch einstimmigen Punktesieg (115-112, 117-111, 115-111) gegen den Argentinier Javier Francisco Maciel. Am 25. September 2011 bestritt er eine weitere Titelverteidigung gegen Ex-Europameister Gennady Martirosyan und gewann vorzeitig in Runde 10. Eine weitere Titelverteidigung und damit seinen bisher letzten Kampf bestritt er am 1. Mai 2012 gegen den Japaner Nobuhiro Ishida; Pirog gewann den Kampf einstimmig nach Punkten.
Im Sommer 2012 verpflichtete WBO Pirog, seine nächste Titelverteidigung gegen Hassan N’Dam N’Jikam zu bestreiten. Pirog entschied sich aber für einen Kampf gegen den WBA-Weltmeister Gennadi Golowkin. Ende August 2012 ersetzte die WBO auf ihrer Webseite Pirog in der Liste der Weltmeister durch N’Jikam. Pirog bestätigte kurz danach in einem Interview, dass ihm damit der WBO-Weltmeistertitel aberkannt wurde. Der Kampf gegen Golowkin fand jedoch aufgrund Pirogs Rückenverletzung nicht statt.
| Vorgänger       | Amt                                                               | Nachfolger           |
| --------------- | ----------------------------------------------------------------- | -------------------- |
| Sergio Martínez | Boxweltmeister im Mittelgewicht (WBO) 31. Juli 2010 – August 2012 | Hassan N’Dam N’Jikam |

## Politische Karriere
Im März 2017 zog er für die Partei Einiges Russland in das russische Unterhaus ein.